# Бжускі-Старі
Бжускі-Старі (пол. Brzóski Stare) — село в Польщі, у гміні Високе-Мазовецьке Високомазовецького повіту Підляського воєводства.
Населення — 118 осіб (2011).
У 1975-1998 роках село належало до Ломжинського воєводства.

## Демографія
Демографічна структура станом на 31 березня 2011 року:
|          | Загалом | Допрацездатний вік | Працездатний вік | Постпрацездатний вік |
| -------- | ------- | ------------------ | ---------------- | -------------------- |
| Чоловіки | 59      | 10                 | 39               | 10                   |
| Жінки    | 59      | 13                 | 32               | 14                   |
| Разом    | 118     | 23                 | 71               | 24                   |